# Stazione di Cagnes-sur-Mer
La stazione di Cagnes-sur-Mer è una stazione ferroviaria della linea Marsiglia-Ventimiglia a servizio di Cagnes-sur-Mer situato nel dipartimento delle Alpi Marittime, regione Provenza-Alpi-Costa Azzurra.
La stazione ha tre binari per servizio viaggiatori.
È servita da TGV e dal TER PACA (Treno regionale della PACA)
La sua apertura all'esercizio avvenne nel 1863 e all'epoca della sua apertura era denominata Vence-Cagnes.